# Jan Hanuš
Jan Hanuš (Praag, 2 mei 1915 – Praag, 30 juli 2004) was een Tsjechisch componist en muziekpedagoog.

## Levensloop
Zijn grootvader František Augustin Urbánek, ook een Tsjechische componist, gaf hem het advies compositie te studeren. Hanuš studeerde dan ook van 1935 tot 1937 en van 1939 tot 1941 aan het Statelijke conservatorium te Praag orkestdirectie bij Pavel Dědecěk en privé compositie bij Otokar Jeremiáš van 1932 tot 1940.
Hij werkte als componist in de muziekuitgave Supraphon en was manager bij de Tsjechische Muziekfonds Panton. Verder was hij actief bij de federatie van Tsjechische componisten. Verder was hij bestuurslid van de Tsjechische Vereniging van muziekleraren en eveneens bestuurslid van de ISME (International Society for Music Education). Hij was (mede-)uitgever van wetenschappelijke volledige uitgaven van werken van Antonín Dvořák, Zdeněk Fibich en Leoš Janáček.
Als componist volgt hij de traditie van Antonin Dvořák, Bedřich Smetana en van zijn leraar Otokar Jeremiáš. Maar hij tracht naar nieuwe concepties, ook als zijn muzikaal idioom gedragen is van constante elementen, zoals melodie, ritmiek en instrumentatie. Zijn eerste werken zijn gekenmerkt door uitdruk rijke filosofische en patriottische gedachten. De naoorlogse werken betuigen lyriek in de nationale traditie en sinds het einde van de jaren 1950 zijn tendenties tot een dramatische zicht op de wereld en een muzikale expressieve innovatie herkenbaar.

## Composities

### Werken voor orkest

#### Symfonieën
- 1942 rev.1988-1989 1e Symfonie in E-groot "Dolorosa", voor alt solo en groot orkest, op. 12 – tekst: Jacopon da Todi sequens uit het "Stabat mater"
- 1951 2e Symfonie in G-groot "Píseň bratra slunce", op. 26
- 1953-1954 Concertante Symfonie, voor orgel, harp, pauken en strijkers, op. 31
- 1956-1957 3e Symfonie in d-klein "Pravda světa", op.38
- 1960 4e Symfonie "Píseň o Bernadetě", op. 49
- 1964-1965 5e Symfonie "Horská řeč", op. 58
- 1978 6e Symfonie "Noc bez luny", op. 92
- 1989-1990 7e Symfonie "Klíče království", voor sopraan, bariton, gemengd koor en orkest op en Latijns, gewijde tekst, op. 116

#### Andere orkestwerken
- 1945 Eulogy – Idyll, sinfonietta in een beweging voor sopraan solo en orkest, op. 16 – tekst: Ladislav Stehlik
- 1952 1e suite uit het ballet "Salt above Gold", voor orkest, op. 28a
- 1955 Petr a Lucie (Peter en Lucia), symfonische fantasie naar een verhaal van Romain Rolland, op. 35
- 1956 Suita z baletu "Othello" no. 1 (1e suite uit het ballet "Othello"), op. 36a
- 1956 Suita z baletu "Othello" no. 2 (2e suite uit het ballet "Othello"), op. 36b
- 1961 The Secret Trumpeter, ouverture voor trompet solo en orkest naar een thema van Walter Whitman, op. 53
- 1964-1965 Fragmenty z "Promethea" (Fragmenten uit "Prometheia"), 1e suite voor orkest en elektronische klanken, op. 54a
- 1965 Concerto doppio, voor hobo, harp en orkest, op. 59
- 1968 Staffette, symfonisch Allegro, op. 63
- 1970 Musica concertante, voor cello, piano en orkest, op. 67
- 1972-1973 Notturni di Praga (Prazská nokturna), ballet voor kamerorkest, op. 75
- 1975-1976 Three Essays, symphonisch drieluik, op. 86
- 1975 Passacaglia concertante, voor twee cellos, celesta en strijkers, op. 102
- 1977 Galeria Goldoni, Partia buffa voor klein orkest en geprepareerd piano, op. 42a
- 1982-1983 Variace a koláže (Variaties en collage), voor orkest, op. 99
- 1983 Tři dantovská preludia uit het ballet "Labyrinth", voor orkest, op. 98a
- 1986-1987 Concerto, voor viool en orkest, op. 112
- 1987 Aristofanovské variace, voor klein orkest en piano, op. 105a
- 1990-1991 Concerto-fantasia, voor cello en orkest, op. 117
- 1995 Věže babylonské (Toren van Babylon), symphonische parabel over trots, verval en erkenning voor orkest, op. 122
- Co mi vypravovaly hudební nástroje, voor fluit, hobo, klarinet en fagot en strijkorkest

### Werken voor harmonieorkest
- 1964-1965 Scherzo uit de "5e symfonie", voor harmonieorkest
- 1971 Concerto grosso, voor klarinet, flügelhoorn, trompet, eufonium, kleine trom en harmonieorkest, op. 71

### Missen, cantates en gewijde muziek
- 1940 rev.1957, 1987 Země mluví, cantate voor sopraan, mannen, vrouwen en gemengd koor en groot orkest, op. 8 – tekst: Viktor Dyk
- 1941-1944 Missa I, Pentocosta in Des a Pange lingua, voor sopraan solo, gemengd koor, strijkorkest, orgel, harp en pauken, op. 13
- 1945-1948 Zpěv naděje, avondvullende cantatencyclus voor sopraan, alt, bariton, koren, orkest en orgel, op. 21 – tekst: Kamil Bednar
- 1945 Karpatské requiem, melodrama voor orkest
- 1950 rev.1983 Missa II, Pastoralis in G a Pange lingua, voor solisten, gemengd koor, klein orkest en orgel, op. 25
- 1954 Missa III, Paschalis in D "Mors et vita", Pange lingua, Regina coeli, Terra tremuit, Haec dies, voor gemengd koor, koperblazers, pauken en orgel, op. 33
- 1956 Ave Maria, voor sopraan, viool, harp en orgel, op. 36c
- 1958 Povídám, povídám pohádku, voor alt solo, kinderkoor en piano, op. 43 – tekst: František Bartoš, Božena Němcová, Karel Jaromír Erben
- 1959 Missa IV et Tantum ergo (in honorem d'Immaculatae), voor gemengd koor, orgel en strijkers, op. 44
- 1966 Missa V (Ut omnes unum sint), voor solisten, schola, gemengd koor en orgel, op. 60
- 1969 Mešní proprium k svátku sv. apoštolů Cyrila a Metoděje, voor kinder- en gemengd koor en orgel, op. 65/II
- 1970 Dřevěný Kristus, voor alt en orkest, op. 40
- 1972-1973 VI. Mše, chorální ordinarium a Otče náš, voor solozang en orgel, op. 77/I
- 1975 Malá vánoční muzika, voor spreker, kinderkoor en klein orkest
- 1977-1978 Pašije podle Matouše, voor solisten en gemengd koor a capella, op. 65/VII 1
- 1977-1980 Ecce Homo "Svědectví z konce času", oratorium, op. 97 – tekst: Václav Renc en František Trtílek en woorden uit de Bijbel (Duitse vertaling: Dr. Kurt Homolka, Latijnse vertaling: Marketa Koronthalyova)
- 1982 Pašije podle Jana, voor solisten en gemengd koor a capella, op. 65/VII 2
- 1985 VII. Mše – "Hlaholská, ke cti českých patronů", bas solo, gemengd koor en orgel, op. 106
- 1987 Matka chudých, oratorium drieluik voor sopraan solo, gemengd koor, twee trompetten, strijkers, pauken en orgel, op. 113
- 1991-1995 Requiem Missa VIII – Pro defunctis, voor solisten, gemengd en kinderkoor, orkest en orgel, op. 121
- 1997 Litanie k Panně – "1997", voor solo, koor en orgel

### Muziektheater

#### Opera's
| Voltooid in | titel                                                              | aktes          | première                              | libretto                                         |
| ----------- | ------------------------------------------------------------------ | -------------- | ------------------------------------- | ------------------------------------------------ |
| 1941-1944   | Plameny (De vlammen), op. 14                                       | 2 aktes        | 1956, Pilsen                          | de componist en J. Pokorný                       |
| 1958        | Sluha dvou pánů (De dienaar van twee heren), op. 42                | 5 schilderijen | 1959, Pilsen                          | J. Pokorný naar Carlo Goldoni                    |
| 1961-1963   | Pochodeň Prométhova (De toorts van Prometheus), op. 54             | 3 delen        | 30 april 1965, Praag, Národní Divadlo | J. Pokorný naar Aischylos                        |
| 1965-1968   | Pohádka jedné noci (Het sprookje van een nacht), op. 62            |                |                                       | J. Pokorný naar Duizend-en-een-nacht             |
| 1983-1984   | Spor o bohyni (De strijd met de Godin), burleske tv-opera, op. 105 | 1 akte         | 1986 Praag, Tsjechische televisie     | de componist en Jan F. Fischer naar Aristophanes |

#### Balletten
| Voltooid in | titel                                        | aktes          | première      | libretto                                                                         | choreografie |
| ----------- | -------------------------------------------- | -------------- | ------------- | -------------------------------------------------------------------------------- | ------------ |
| 1952-1953   | Sůl nad zlato (Beter zout dan goud), op. 28  | 5 schilderijen | 1954, Olomouc | van de componist naar Božena Němcová                                             |              |
| 1955-1956   | Othello, dansdrama, op. 36                   | 7 schilderijen | 1959, Praag   | van de componist naar William Shakespeare                                        |              |
| 1980-1982   | Labyrint, choreografische meditaties, op. 98 |                | 1985, Praag   | van de componist en J. Pokorný naar motieven uit Dante's "De goddelijke komedie" |              |

### Werken voor koor
- 1954 Chudá láska, voor gemengd koor, op. 34
- 1961 Zem, z níž jsme vyšli, voor twee gemengde koren, op. 52 – tekst: Josef Hora en František Hrubín
- 1964 Antické zpěvy, cyclus voor koren a capella, op. 56 – tekst: Václav Renc naar Sofoklovy Antigony
- 1973 Modlitby, voor driestemmig gemengd koor (sopraan, lat, bariton) en orgel, op. 77/II – tekst: Kamil Bednář
- 1975 Dřevo se listem odievá, motet voor vrouwenkoor op een oud-Tsjechische tekst
- 1975-1976 Středověký triptych, oud-Boheemse Pasen voor solisten, koor, spreker en instrumenten
- 1977-1980 Tři chvály Nejsvětější svátosti, voor solozang, koor, orgel en strijkers, op. 65/VI
- 1982-1983 Píseň bratra slunce, voor gemengd koor, orgel en strijkers, op. 100
- 1992 Flos florum, voor drie gemengde koren a capella, op. 118 – tekst: Latijnse liturgische tekst
- 1993 Koledy z blízka i z dáli, voor blazerskwintet en kinderkoor
- 1996 Bratři? Lidová píseň k 1000.výr.smrti sv.Vojtěcha, voor gemengd koor en orgel
- Domovu, voor drie gemengde koren, op. 47 – tekst: Kamil Bednář
- Hrst orlích per, voor kinderkoor

### Vocale muziek
- 1941 Dva žalmové zpěvy, voor bariton en orkest, op. 11
- 1945 Chvalozpěv, voor sopraan en orkest, op. 16
- 1969 Poselství, vocale drieluik voor bariton solo, gemengd koor, twee piano's, elektrische gitaar, twee slagwerkers en geluidsband, op. 66 – tekst: Kamil Bednář
- 1984 Deštník z Piccadilly, voor bas en orkest, op. 103 – tekst: J. Seifert
- Barcarola Florinda uit de opera "Sluha dvou pánů", voor bariton en piano
- Čas loučení. Cyklus písní na verše českých básníků, voor bariton en piano, op. 126

### Kamermuziek
- 1979 Chvála komorní hudby, voor fluit, hobo, viool, altviool, cello en piano, op. 94
- 1994 Klavírní kvartet (Důvěrné rozhovory), voor viool, altviool, cello en piano, op. 120
- Hudba věže, voor koperkwintet, op. 88
- Musica concertante, voor piano, cello en blazersensemble, op. 67
  1. De profundis
  2. Sursum corda

### Werken voor orgel
- 1969 Contemplazioni, op. 64

### Werken voor piano
- 1938 Meditace 1938
- 1996 Capriccio in 6

### Werken voor harp
- 1974 Introduzione e toccate, voor vier harpen, op. 81

### Elektronische muziek
- Concertino, voor pauken en geluidsband

## Publicaties
- Jan Hanuš: Labyrint svět: svědectví z konce času, Praha, Odeon, 1996, ISBN 8020705252

## Wetenswaardig
- Hanuš verbleef regelmatig in zijn vakantiehuis in Nouzov.